# Akimasa Tsukamoto
Akimasa Tsukamoto (jap. 塚本 明正, Tsukamoto Akimasa; * 22. November 1969 in der Präfektur Nagasaki) ist ein ehemaliger japanischer Fußballspieler.

## Karriere
Tsukamoto erlernte das Fußballspielen in der Schulmannschaft der Kunimi High School und der Universitätsmannschaft der Aichi-Gakuin-Universität. Seinen ersten Vertrag unterschrieb er 1992 bei Yanmar Diesel (heute: Cerezo Osaka). Der Verein spielte in der zweithöchsten Liga des Landes, der Japan Football League. 1994 wurde er mit dem Verein Meister der Japan Football League und stieg in die J1 League auf. Für den Verein absolvierte er 50 Spiele. 1997 wechselte er zum Zweitligisten Sagan Tosu. Für den Verein absolvierte er 36 Spiele. 1999 wechselte er zu Sagawa Express Osaka. Ende 2000 beendete er seine Karriere als Fußballspieler.

## Erfolge
Cerezo Osaka
- Kaiserpokal

Finalist: 1994